# 黃陵寺摩崖造像及石刻
黃陵寺摩崖造像及石刻位於四川省廣安市鄰水縣龍橋鄉黃陵村黃陵山，文物遺址年代判定為宋代。2007年6月1日公佈為四川省第七批文物保護單位。

## 簡介[2]
造像鑿於長55米的黃砂石崖壁上。坐西向東，4龕窟48尊，橫向排列。2號龕35尊，佛頭部受損。3號龕造像3尊，佛像鼻子受損。1~3號龕矩形拱形頂，4號龕長方形平頂。1號窟高2.5米，寬4.3米，深1.5米，窟內造像5尊。2號窟高5.5米，寬11米，深1米，窟內造禮佛圖。3號龕主像接引佛，高6.5米，兩側侍立二羅漢。4號龕5尊。另有『黃陵山記碑』1通，高1.66米，寬1.6米，記述黃陵寺修建始末。並有「始建於宋代淳熙壬寅(1182)歲，明代嘉靖庚申(1560)歲仲秋月望刻記」。